# Sydsibirisk-pontisk-pannoniske floraregion
Den sydsibirisk-pontisk-pannoniske floraregion er et floraområde – en enhed i den floristiske inddeling – i Mellemeuropa, Østeuropa og Asien, som strækker sig fra Sydsibirien over Ukraine, Transsylvanien, Vojvodina og den Ungarske lavslette frem til Alpernes østlige udløbere i Østrig. Den er selv på sin side en del af Holarktis. Vegetationen er stærkt præget af et kontinentalt klima med ringe nedbør, høje temperaturer om sommeren og lave om vinteren. Indtil ca. 50 km øst for Bukarest ville området under naturlige betingelser være skovdækket, men der er opstået sekundære stepper som følge af århundreders græsning med menneskers nyttedyr. Først øst herfor begynder de klimatisk betingede, primære stepper.

## Provinser
Regionen består af tre provinser:
- Den Pannoniske floraprovins, der ligger længst mod vest og omfatter den Ungarske lavslette og de tilgrænsende områder af Ungarn, Serbien, Rumænien, Slovakiet, Mähren og Østrig.
- Den Pontiske floraprovins, som findes nord for Sortehavet, fortsætter den pannoniske floraprovins mod øst og når til Uralbjergenes sydlige udløbere.
- Den Sydsibiriske floraprovins befinder sig endnu længere mod øst og slutter ved Altaibjergenes vestlige udløbere i Kasakhstan.

Typiske sydsibirisk-pontisk-pannoniske floraelementer er Vår-Adonis og Sibirisk Klokke.